# 狭叶耳唇兰
狭叶耳唇兰（学名：Otochilus fuscus）为兰科耳唇兰属下的一个种。

## 扩展阅读
維基物種上的相關：狭叶耳唇兰